# Светомарское кружево

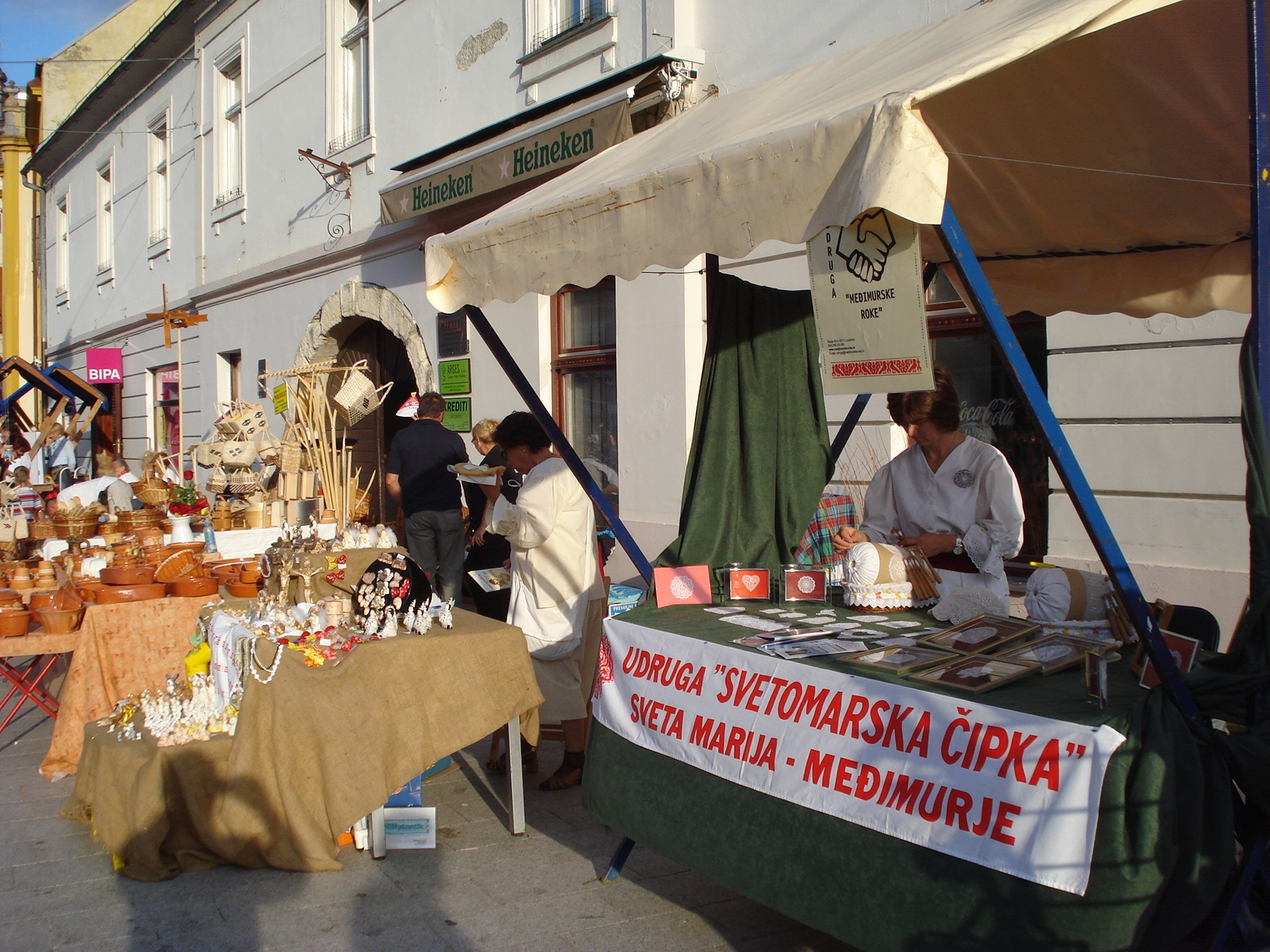
Продажа изделий из светомарского кружево на ярмарке в Чаковце.

Светомарское кружево (хорв. Svetomarska čipka) — промысел кружевоплетения, центром которого является село Света-Мария (хорв. Sveta Marija) в Меджимурской жупании на севере Хорватии.
Данный промысел является нематериальным культурным достоянием Хорватии и делается из одной нити.
Светомарское кружево использовалось для головных уборов замужних женщин северо-востока Хорватии.

## История
Происхождение кружева светомарского кружева доподлинно неизвестно.
Когда-то в данном селе женщины плели кружева на коклюшках, данный промысел также был известен в Подравине и Билогоре.
Во время Второй мировой войны местный промысел едва не вымер, поскольку занимавшиеся им женщины-кружевницы были вынуждены переключиться на традиционно «мужские» занятия.

## Технология
Данный вид относится к более простым кружевам, которые изготавливаются из относительно небольшого количества коклюшек — чаще всего из 6 пар, до 36 пар в самых сложных узорах.
Основная характеристика кружева, отличающая его от других, заключается в том, что оно выполнено из одной неразорванной нити, удерживаемой парой палочек, поэтому нить не должна смыкаться и желательно, чтобы она нигде не порвалась во время вязания.
Решением Министерства культуры Республики Хорватия от 2009 года светомарский промысел кружевоплетения было определён как нематериальная культурная ценность и находится в списке охраняемых культурных ценностей. В том же году весь комплекс хорватских промыслов кружевоплетения был внесён в список нематериального культурного наследия ЮНЕСКО.

## В России
Кружево экспонировалось в Вологде в 2012 году в Музее кружева на выставке «“Чарующий триптих” хорватского кружева».